# Hongdu JL-8
El Hongdu JL-8 (también conocido como Nanchang JL-8 o K-8 Karakorum) es un avión de entrenamiento a reacción avanzado biplaza y ataque ligero a tierra, diseñado conjuntamente por el Complejo Aeronáutico de Pakistán (Pakistan Aeronautical Complex o APA) y la República Popular China representada por la empresa (China Nanchang Aircraft Manufacturing Corporation o NAMC). Pakistán había desarrollado de manera unilateral una nueva aeronave, pero buscó una alianza con China para impulsar la producción y mejorar la tecnología que caracterizaba a este aparato. El contratista de esta aeronave es la empresa Hongdu Aviation Industry Corporation (China). Las versiones de exportación son designadas como K-8 Karakorum, en honor a la cadena montañosa homónima que separa China y Pakistán en su frontera común.

## Historia
Exhibido públicamente (como L-8) por NAMC en el Salón Aeronáutico de París en 1987, como un avión de entrenamiento y ataque ligero, dedicado a la exportación y para ser desarrollado conjuntamente con algún socio comercial internacional, fue posteriormente propuesto para ser codesarrollado con Pakistán como país asociado (participación del 25 %); el avión entonces se designó K-8 Karakórum Este último país decidió en 1994 la construcción local de su propia cadena de montaje (ensamblaje).
La fabricación de los cinco primeros prototipos para pruebas de vuelo, comenzó en enero de 1989; tres prototipos volaron: 001 (primer vuelo el 21 de noviembre de 1990), 003 (primer vuelo el 18 de octubre de 1991) y 004; la 002 es una aeronave estática o avión de prueba de fatiga. El primer avión de preproducción (1001/L8 320101) fue usado como un demostrador de tecnología y capacidad.
El lote de preproducción de seis unidades para la evaluación de las Fuerzas Aéreas de Pakistán (ordenado el 9 de abril de 1994) fue entregado en China el 21 de septiembre de 1994 y recibido por la PAF el 10 de noviembre; la evaluación por parte de la PAF (aproximadamente 1.200 horas) fue completada en agosto de 1995. En un principio, la firma NAMC importaba los motores de turbina turbofán Progress AI-25 desde (Ucrania) para su empleo en la versión doméstica de este modelo.
La Fuerza Aérea de Pakistán recibió los primeros 14 aviones en 1994, tras los cuales decidió realizar un pedido por 75 aeronaves más para reemplazar su flota de entrenadores Cessna T-37 Tweet . La Fuerza Aérea China recibió sus seis primeros aviones en 1998. Posteriormente, los aviones chinos fueron sometidos a diversas mejoras, entre otras podemos mencionar un nuevo motor de turbina de construcción nacional para equipar a la nueva producción en serie.
Los planes iniciales incorporaban la célula (estructura o fuselaje) fabricada en China con una significativa cantidad de electrónica y componentes estadounidenses, entre ellos, el motor turbofán Allied Signal (ahora Honeywell International Inc.) TFE731-2A, aviónica Collins y también Magnavox. 
El desarrollo del proyecto se vio afectado por las sanciones (incluidas militares) en contra de China lideradas por Estados Unidos, desde junio de 1989. Más tarde, el equipo de diseño reemplazó al motor turbofán Ucraniano Motorsich AI-25TLK. El nuevo K-8 fue impulsado por una versión de motor de fabricación nacional designado WS-11 (fabricado bajo licencia del AI-25TLK) y voló por primera vez en diciembre de 1998, siendo el diseño del motor certificado en marzo de 2003.

## JL-8 / L-11
La versión del K-8 para la Fuerza Aérea del Ejército Popular de Liberación de China (PLAAF), conocida como JL-8, voló por primera vez en diciembre de 1994. Seis aeronaves impulsadas por el motor importado de Ucrania AI-25TLK se entregaron a la PLAAF en junio de 1999. Como se mencionó anteriormente, el resultado del desarrollo de la variante L-11 impulsada por el nuevo motor turbofán autóctono WS-11 (una copia bajo licencia de China del original IA-25TL fabricado en Ucrania) fue probado por primera vez en diciembre de 1998. Al final del 2003 cerca de 100 ejemplares habían sido enviados a diferentes escuelas de vuelo de la PLAAF, siendo un avión relativamente nuevo en el inventario de sus fuerzas aéreas.

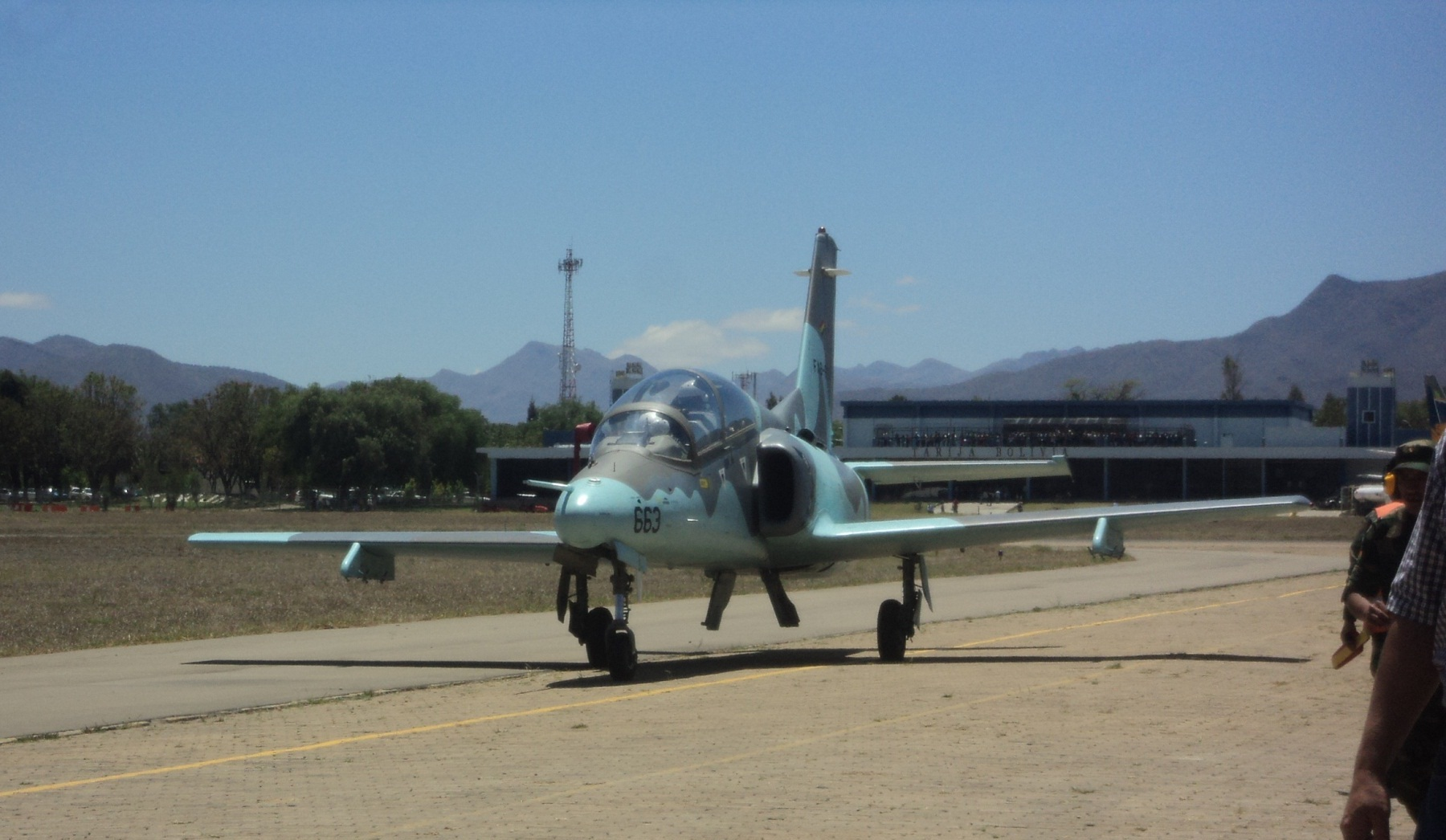
K-8 Karakorum boliviano en aterrizaje.

El K-8 Karakorum es un avión biplaza de entrenamiento y ataque ligero, diseñado conjuntamente entre China y Pakistán, y su nombre hace referencia a la cadena montañosa homónima que separa ambas naciones. El primer prototipo fue visto en 1989, realizando el primer vuelo en noviembre de 1990. Pakistán empezó a recibir sus primeros ejemplares en 1994 con un motor Honeywell TFE731-2A-2A de Estados Unidos, mientras que en China entraron en servicio en 1998 dotados con un motor Ivchenko AI-25 TLK de origen ucraniano y que posteriormente, sería fabricado bajo licencia en China con la designación de motor WS-11, siendo un avión relativamente nuevo en el inventario de la Fuerza Aérea de China y poco conocido en Occidente. 

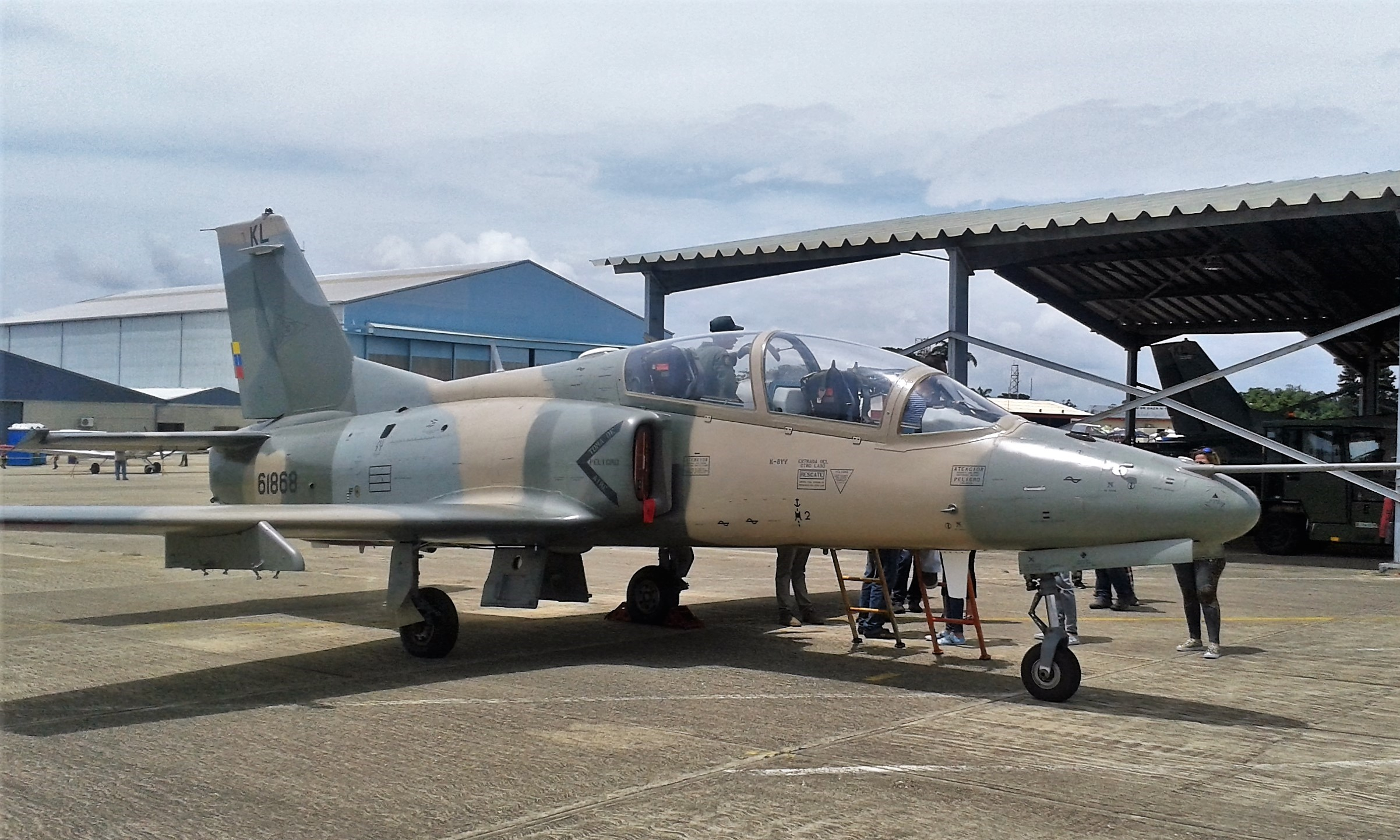
K-8W Karakorum de la Aviación Militar Bolivariana de Venezuela

Se han producido y entregado, más de 400 aviones de entrenamiento y ataque ligero K-8, en distintas variantes a 12 fuerzas aéreas de todo el mundo, incluyendo una línea de montaje bajo licencia de China en Egipto. La función principal del K-8 es la de entrenador de pilotos, pero puede realizar misiones de reconocimiento, ataque ligero a tierra como un Avión de ataque a tierra, volar en misiones de escolta, patrullaje, interceptación de blancos aéreos enemigos o no identificados, lucha contra el tráfico de drogas, apoyo aéreo cercano a tropas en tierra, evitar el contrabando y participar en misiones de patrulla costera. Para finales de enero de 2010, empezaron a llegar a Venezuela procedentes de China, las primeros seis naves de un total de 18 K-8W (designación para Venezuela).

## Diseño y desarrollo

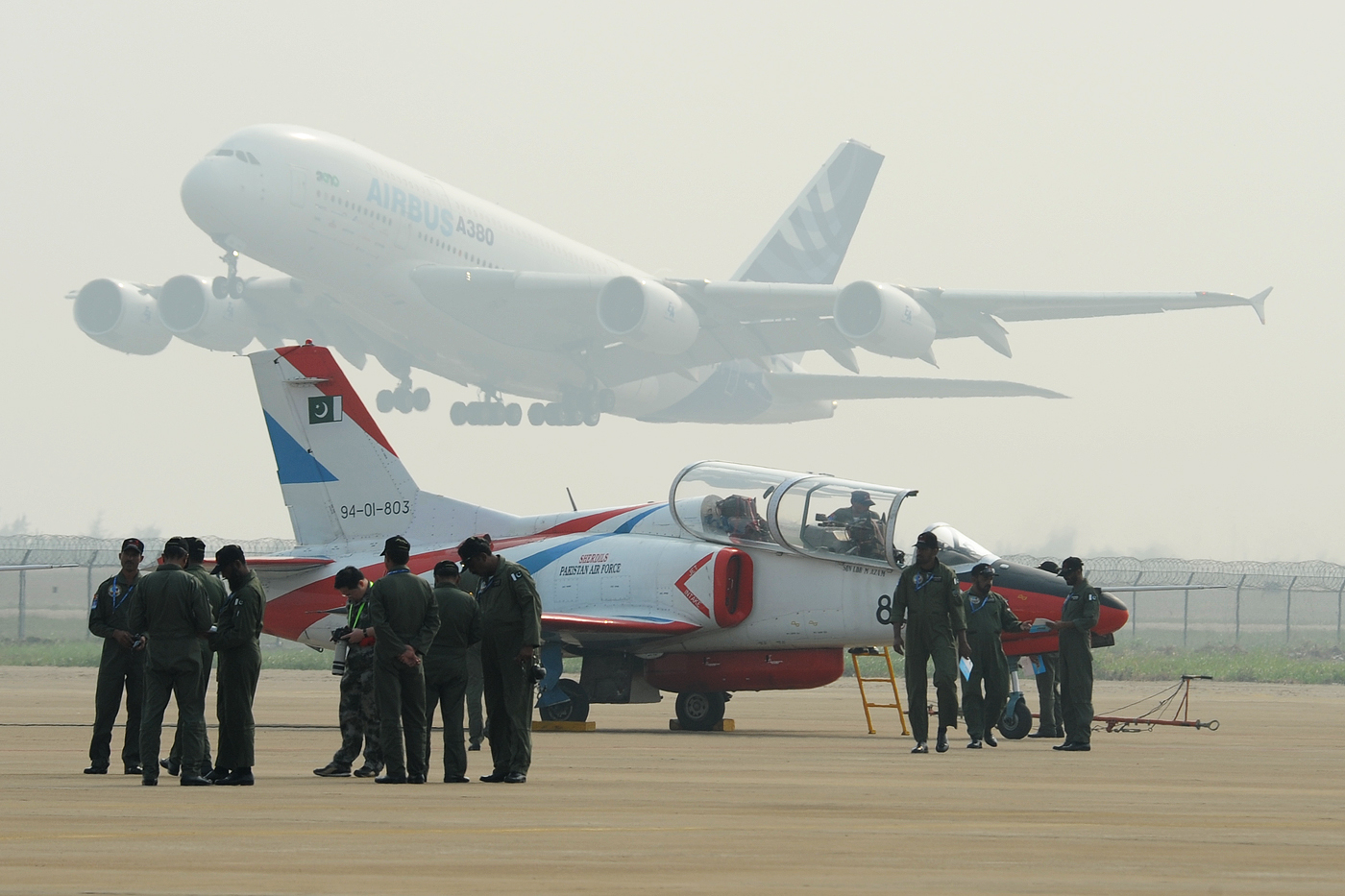
Un K-8 de la Fuerza Aérea de Pakistán, perteneciente al equipo acrobático Sherdils, durante el Salón Aeronáutico de Zhuai 2010. Un Airbus A380 despega en el fondo.

Para su diseño, se escogieron características simples de un avión ligero, como una monoturbina, con dos toberas de ingreso de aire laterales colocadas detrás de la cabina de mando del piloto, a los costados del fuselaje central y en la base de las alas, diseñado para tener un buen comportamiento de vuelo a baja altitud y baja velocidad, donde el aire es más denso, húmedo y pesado, con lo cual es aparente para misiones de entrenamiento de pilotos y maniobras de exhibición aérea, porque tiene buen performance de vuelo a media y baja velocidad; la versión más moderna posee una capacidad bastante aceptable en su segmento de vuelo de avión ligero, para poder transportar una variedad de armas de ataque a tierra bajo sus alas, bombas guiadas y misiles de ataque "aire-tierra".
Basado en el diseño del avión de entrenamiento y ataque Sukhoi Su-25 de Rusia, está en el mismo segmento de este tipo de aviones de entrenamiento subsónicos con alas rectas, que también pueden realizar maniobras de ataque a tierra y apoyo aéreo cercano, diseñados para la exportación a otros países que necesitan reemplazar sus aviones de entrenamiento de pilotos de hélice convencional a los nuevos aviones de turbina, que tienen un comportamiento totalmente diferente a los aviones con motores de hélice convencionales, despegues y aterrizajes a mayor velocidad, gran capacidad de elevación, alta maniobrabilidad, mayor altitud, mayor empuje, mejor comportamiento de vuelo en diferentes altitudes y velocidades.
Puede realizar maniobras de ataque a tierra, misiones de vuelo nocturno en todo tipo de clima y misiones de ataque de penetración profunda, volando bajo entre las montañas para no ser localizado por los radares enemigos, lanzar cohetes y bombas de precisión, en forma similar a las misiones de ataque del exitoso avión subsónico Norteamericano Grumman A-6 Intruder en la Guerra de Vietnam y servir para el entrenamiento de pilotos como el caza subsónico Douglas A-4 Skyhawk por su buen performance de vuelo a media y baja altitud, donde está su mayor ventaja operativa.
La cabina de mando tiene instrumentos de navegación análogos tipo reloj, para el fácil entrenamiento de los pilotos recién graduados de la academia de vuelo, que se adaptan mejor a la transición de volar en aviones de hélice convencionales a estos nuevos aviones de turbina, recientemente se instalaron dos pantallas planas L.C.D. de información básica en el centro del panel de control. 
La cabina es amplia para facilitar la buena visión de los tripulantes, el parabrisas delantero es de una sola pieza como los aviones modernos, la carlinga en forma de burbuja para obtener una mejor visión, se abre hacia el costado derecho para que los tripulantes puedan acceder fácilmente a la cabina desde el costado izquierdo, el copiloto está sentado ligeramente más alto que el piloto en tándem, uno delante del otro en asientos de eyección, el copiloto de la academia sentado detrás del piloto para tener una mejor visión de la pista de aterrizaje, también puede pilotar la nave con una palanca de control adicional.
El tren de aterrizaje delantero es de una sola rueda, se retrae hacia adelante y el tren de aterrizaje principal, tiene una sola rueda en la base de las alas y se retrae hacia el interior del fuselaje central de la nave, en forma similar al del tren de aterrizaje tipo triciclo del caza francés Dassault Mirage 5 lo que permite transportar un pilón de carga de armas bajo el fuselaje central.
Las alas principales son rectas para lograr obtener alta capacidad de sustentación y alta maniobrabilidad, a media y baja altitud, donde el aire es más denso, húmedo y pesado, se conectan al fuselaje central en la parte baja de la estructura de la nave, desde las toberas de ingreso de aire de la turbina. Los elevadores traseros son rectos y están posicionados, más altos que las alas principales, para poder despegar y aterrizar en pistas aéreas cortas a baja velocidad, aeropuertos comerciales, carreteras y pistas aéreas de bases militares sin preparación especial.
Puede transportar dos tanques externos de combustible bajo las alas para extender su alcance en combate y un Radar Plano AESA de seguimiento de terreno bajo el fuselaje central, en la base del pilón de carga de armas, para poder realizar misiones de ataque a tierra en todo tipo de clima y vuelo nocturno (capacidad todo tiempo/día y noche), comandar misiones de ataque como avión guía de ataque del Ala de combate, volar en misiones de reconocimiento en terreno enemigo y misiones de interdicción aérea, para poder interceptar con éxito aviones utilizados para el narcotráfico, contrabando, identificar, interceptar y derribar al avión enemigo, ordenar el ataque a otros aviones de combate de mayor peso y velocidad, en las misiones de vigilancia de las fronteras y patrulla marítima. Por su buen comportamiento de vuelo a baja altitud, es ideal para el entrenamiento de pilotos, comandar operaciones de patrullaje, apoyo a guarda costas, control del narcotráfico, contrabando, lucha contra el terrorismo, escolta de helicópteros y aviones bombarderos, atacar campamentos de terroristas en todo tipo de clima y en vuelo nocturno.

## Capacidades operativas

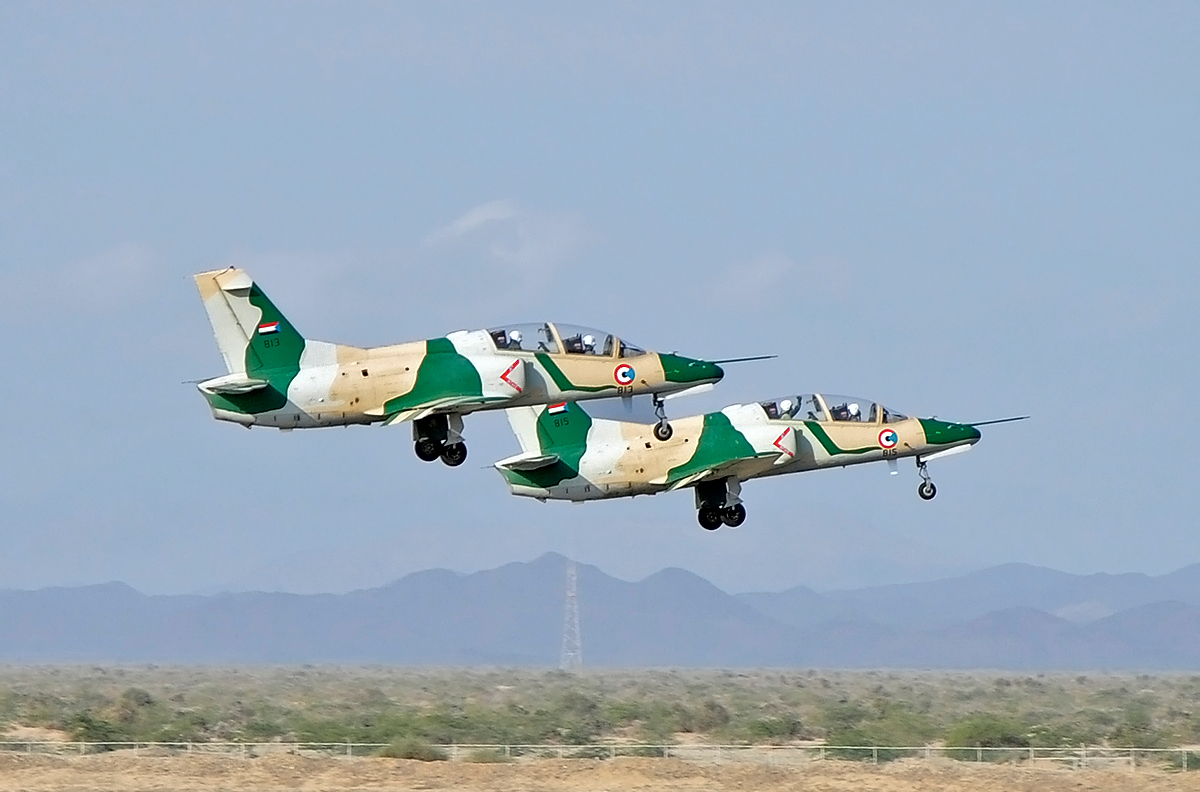
Aviones k-8 de la Fuerza aérea de Sudán despegando de un aeropuerto sudanés.

Esta moderna aeronave de entrenamiento y ataque ligero, fue especialmente diseñada para brindar a la nueva generación de pilotos de combate, la necesaria formación básica de vuelo en aviones de turbina, además de utilizarse para la enseñanza básica en técnicas de pilotaje, despegues y aterrizajes, maniobras aéreas de combate básicas, acumulación de experiencia en horas vuelo y preparación, para posteriores misiones de combate, en aviones de turbina de mayor capacidad y velocidad, lo que permite ahorrar costos operativos en la flota de aviones supersónicos más grandes y pesados, que tienen un costo de hora de vuelo por hora superior, mayores gastos de mantenimiento y reparación que un avión ligero de entrenamiento. 
El versátil K-8 ofrece a su vez, cierta capacidad para realizar prácticas de vuelo de pilotos en misiones de combate aire-aire contra otros aviones de combate enemigos y misiones de ataque aire-tierra, prácticas de maniobras aéreas para combate aéreo cercano Dogfight entre los instructores de vuelo y los nuevos pilotos de la academia de vuelo, sin necesidad de utilizar los aviones principales de combate supersónicos del inventario de la Fuerza Aérea, que más grandes y pesados, de más alto costo operativo y mantenimiento por hora, para poder preservar sus horas de vuelo para el combate y aumentar el tiempo de vida operativa de los aviones supersónicos en el inventario de una Fuerza Aérea moderna.

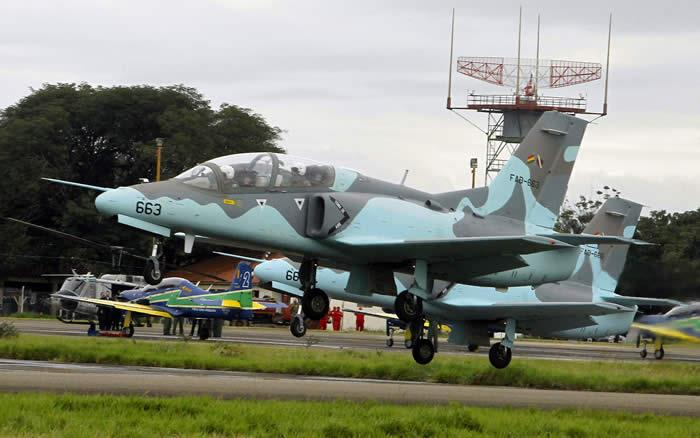
Aviones k-8 de la Fuerza Aérea Boliviana despegando de una pista aérea militar en octubre de 2012

Como se ha mencionado anteriormente, este moderno avión subsónico de turbina, además de poseer la capacidad de ser empleado como un entrenador de una nueva generación de pilotos de combate, puede así mismo cumplir las siguientes misiones:
- Planes complementarios de defensa aérea de aeródromos, para lo cual se le puede equipar con 2 misiles de guía infrarroja (tipo Sidewinder y otros de fabricación China) y un cañón de 23 mm. para disparos a los blancos asignados.
- Misiones de reconocimiento armado táctico, volando a baja altitud.
- Ataque armado a objetivos localizados en tierra, con cuatro bombas convencionales de 250 lb. o disparos de cohetes no guiados, en misiones de penetración profunda, dependiendo de la misión.
- Misiones de vigilancia del mar territorial, como apoyo a los Guarda Costas, para luchar contra el narcotráfico, la piratería y el contrabando.
- Misiones de escolta de helicópteros de rescate, helicópteros de transporte de tropas, aviones de fumigación de cultivos de drogas, escolta de aviones ligeros, de aviones de carga y escolta de aviones de ataque a tierra, para luchar contra el terrorismo.
- Misiones de interdicción aérea, localizar, interceptar y derribar, aviones de transporte de contrabando de drogas, aviones y helicópteros no identificados, que ingresen al espacio aéreo nacional.
- Misiones de combate contra el terrorismo, atacar campamentos de terroristas instalados ilegalmente dentro del territorio nacional, lanzando bombas de caída libre, bombas guiadas, cohetes y misiles, en operaciones de combate en todo tipo de clima y vuelo nocturno.

## Exportaciones más recientes

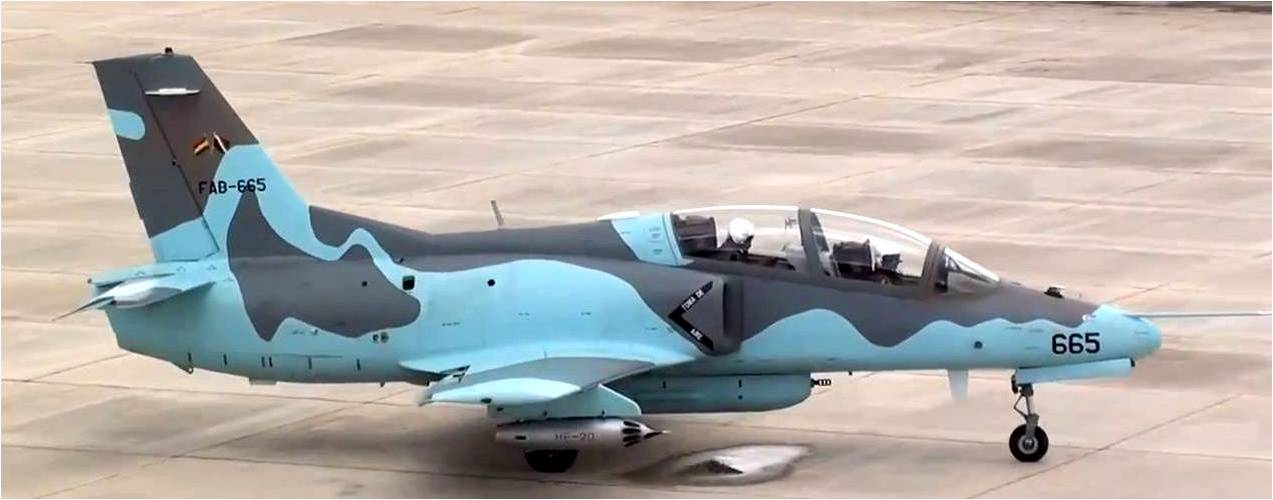
Avión k-8 de la Fuerza Aérea Boliviana.

Otras naciones han mostrado interés en utilizar el avión de entrenamiento y ataque ligero JL-8, y en la actualidad, también presta servicio entrenando a una nueva generación de pilotos de combate, en las fuerzas aéreas de Egipto, Pakistán, Sri Lanka, Zimbabue, Ghana, Namibia, Indonesia, Venezuela y Bolivia, en este último país, son para reemplazar a los vetustos aviones T-33 a reacción de la década de los años 50, que ya cumplieron su vida operativa, tienen altos costos de mantenimiento y es difícil conseguir repuestos.

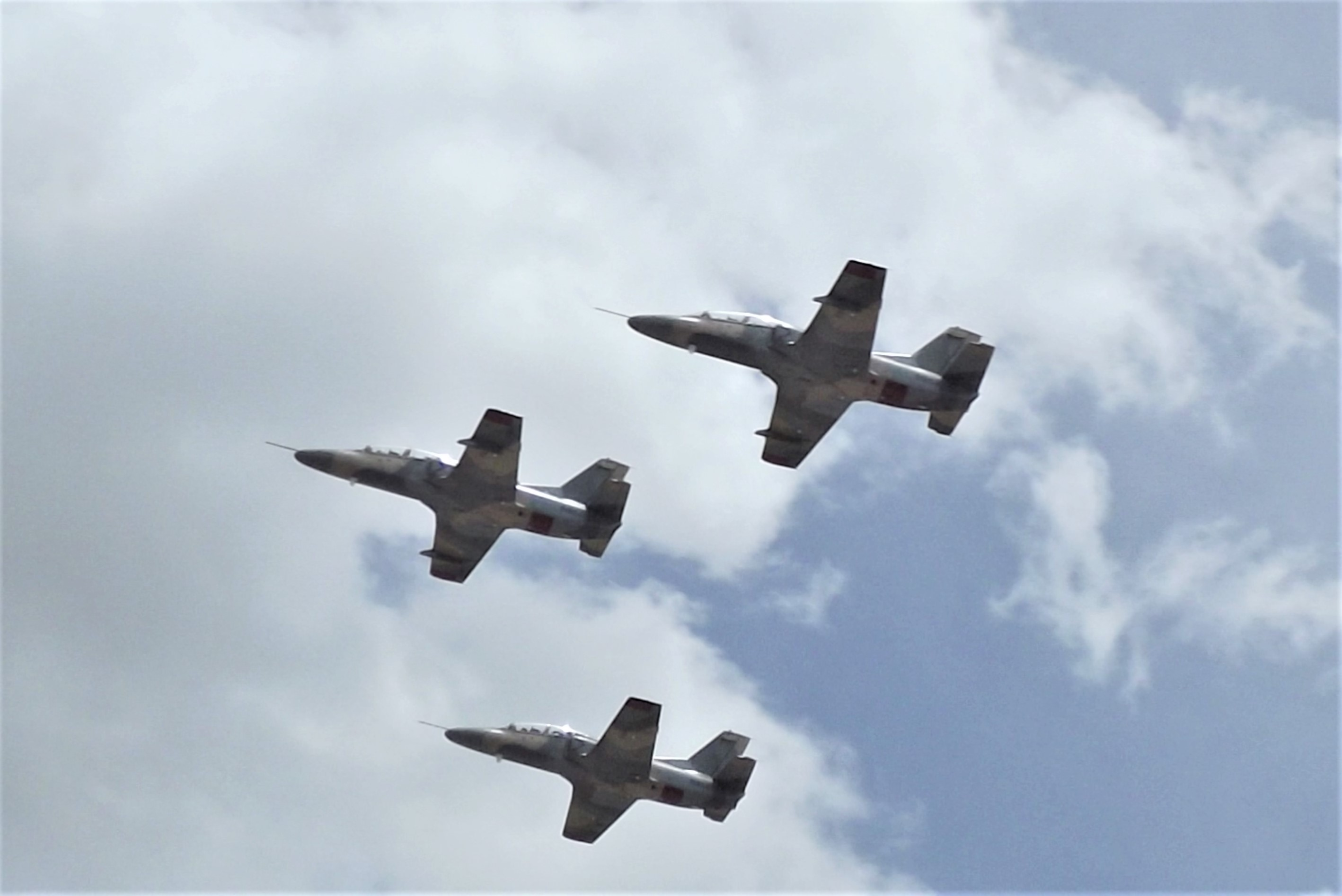
Hongdu K-8VV Karakorum de la Aviación Militar Bolivariana Venezolana

El JL-8 ha sido considerado un gran éxito de ventas en los nuevos mercados de Asia y América Latina, por la posibilidad abierta para el ensamblaje de este moderno avión en otros países, con la compra de las licencias de fabricación a China y explotación conjunta, alta disponibilidad para su entrega inmediata, entrenamiento de pilotos, mecánicos y técnicos de China, destacada garantía de fábrica, bajos costos de mantenimiento, hora de vuelo por hora, reparaciones, entrega de repuestos durante toda su vida operativa y por la posibilidad de realizar con éxito misiones de ataque a tierra, volando a baja altitud y velocidad, donde está su mayor ventaja operativa.

## Operadores

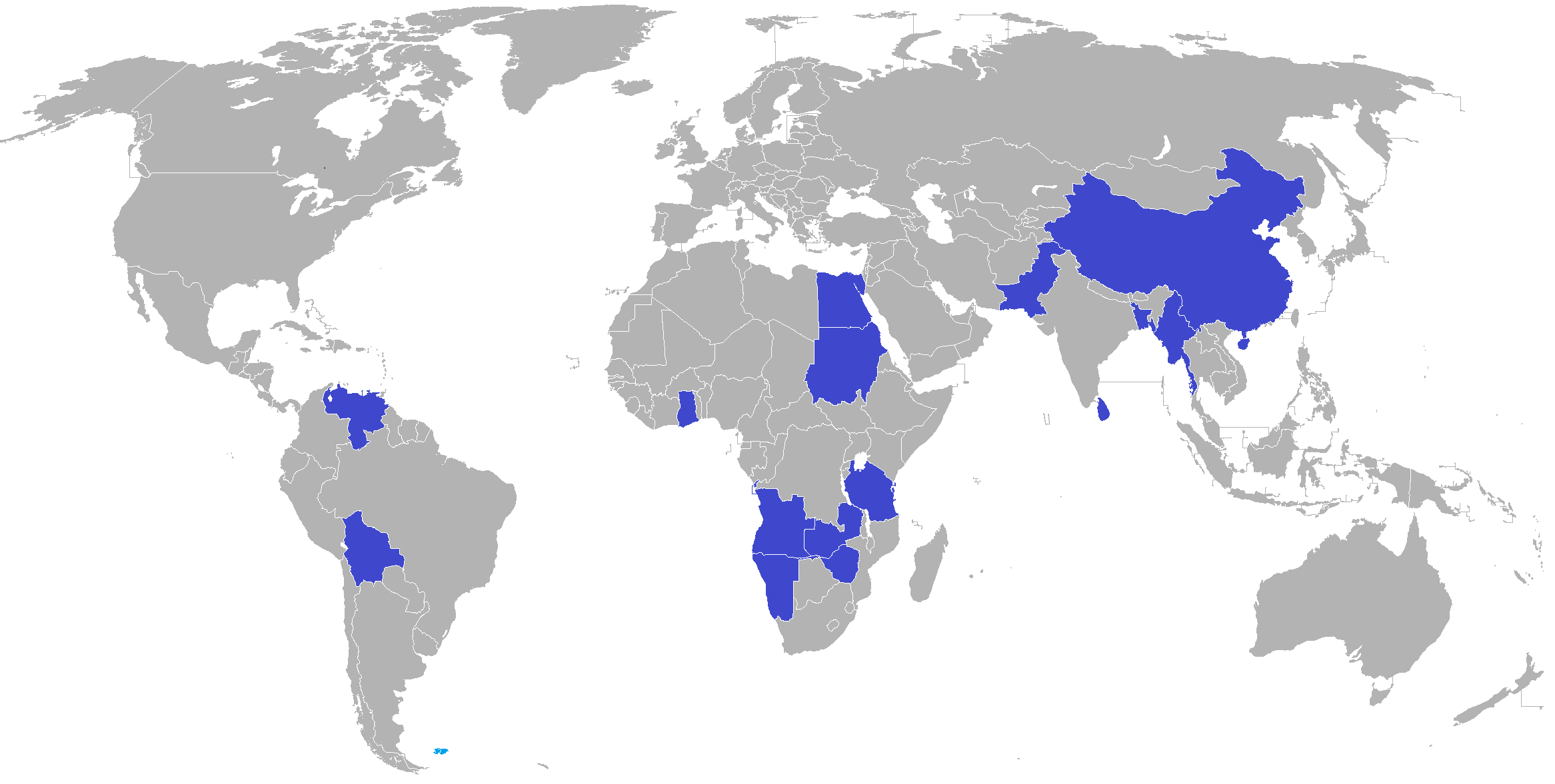
Operadores del avión K-8 Karakorum a nivel mundial

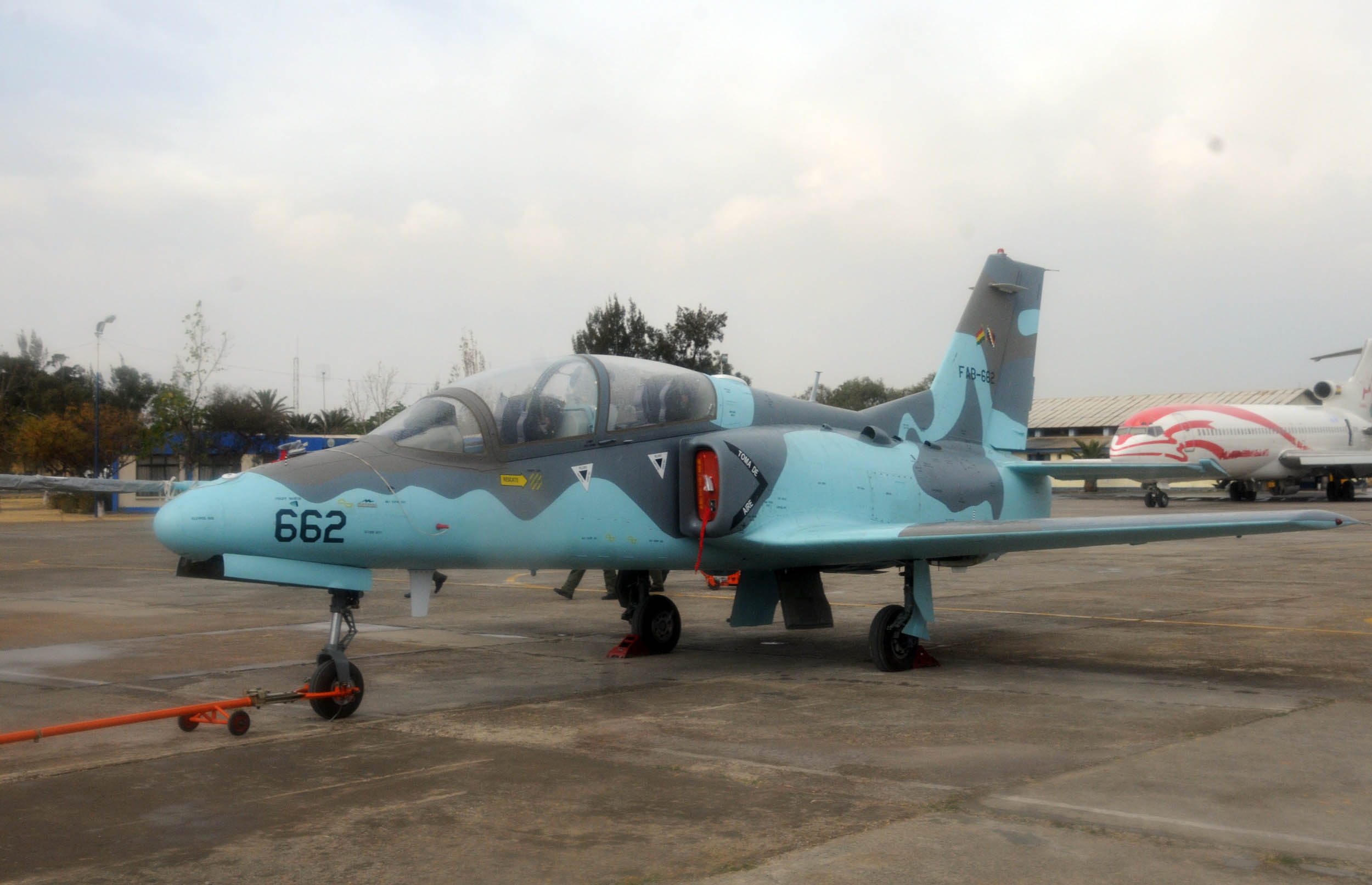
Un K-8 Karakorum de la Fuerza Aérea de Bolivia.

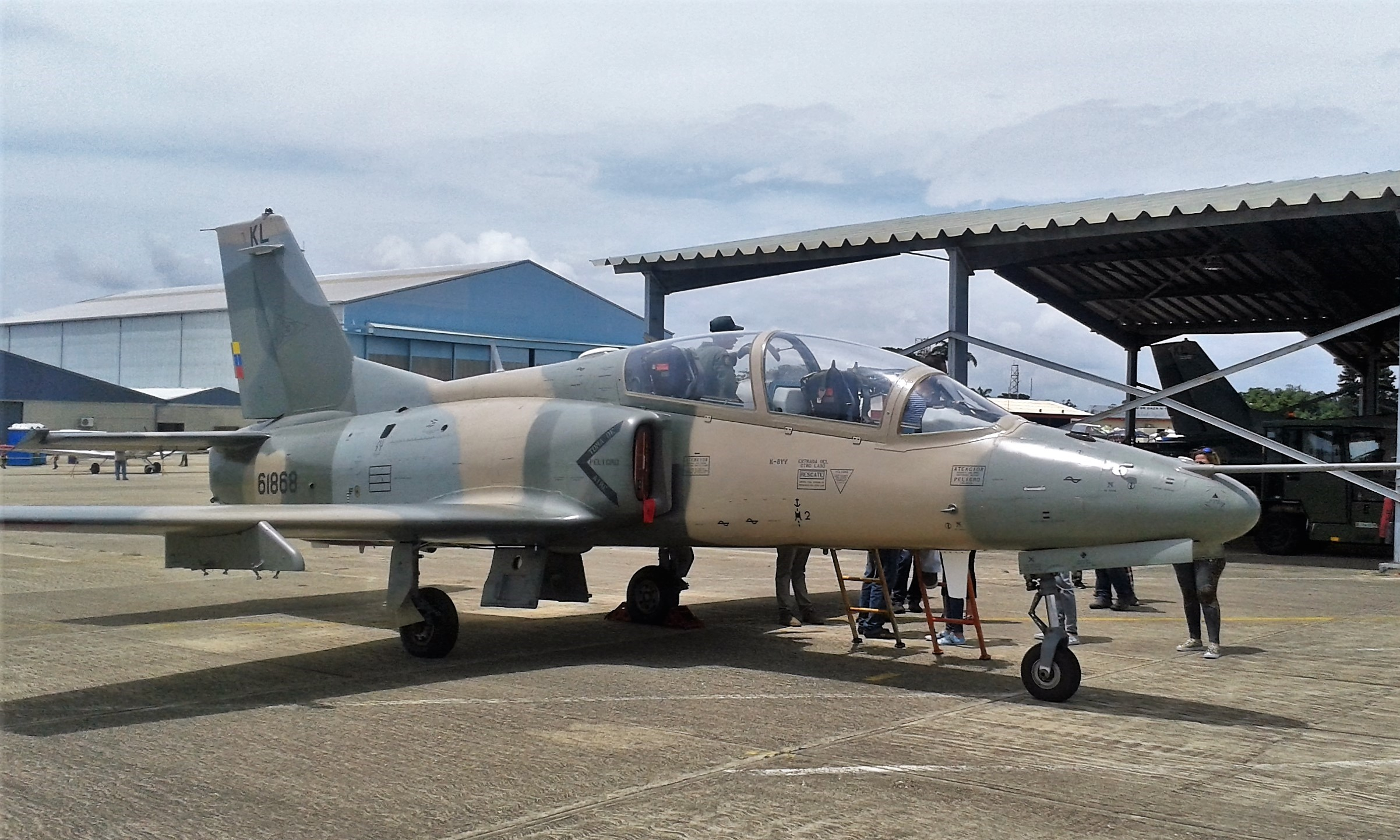
un K-8VV Karakorum de la Aviación Militar Bolivariana de Venezuela.

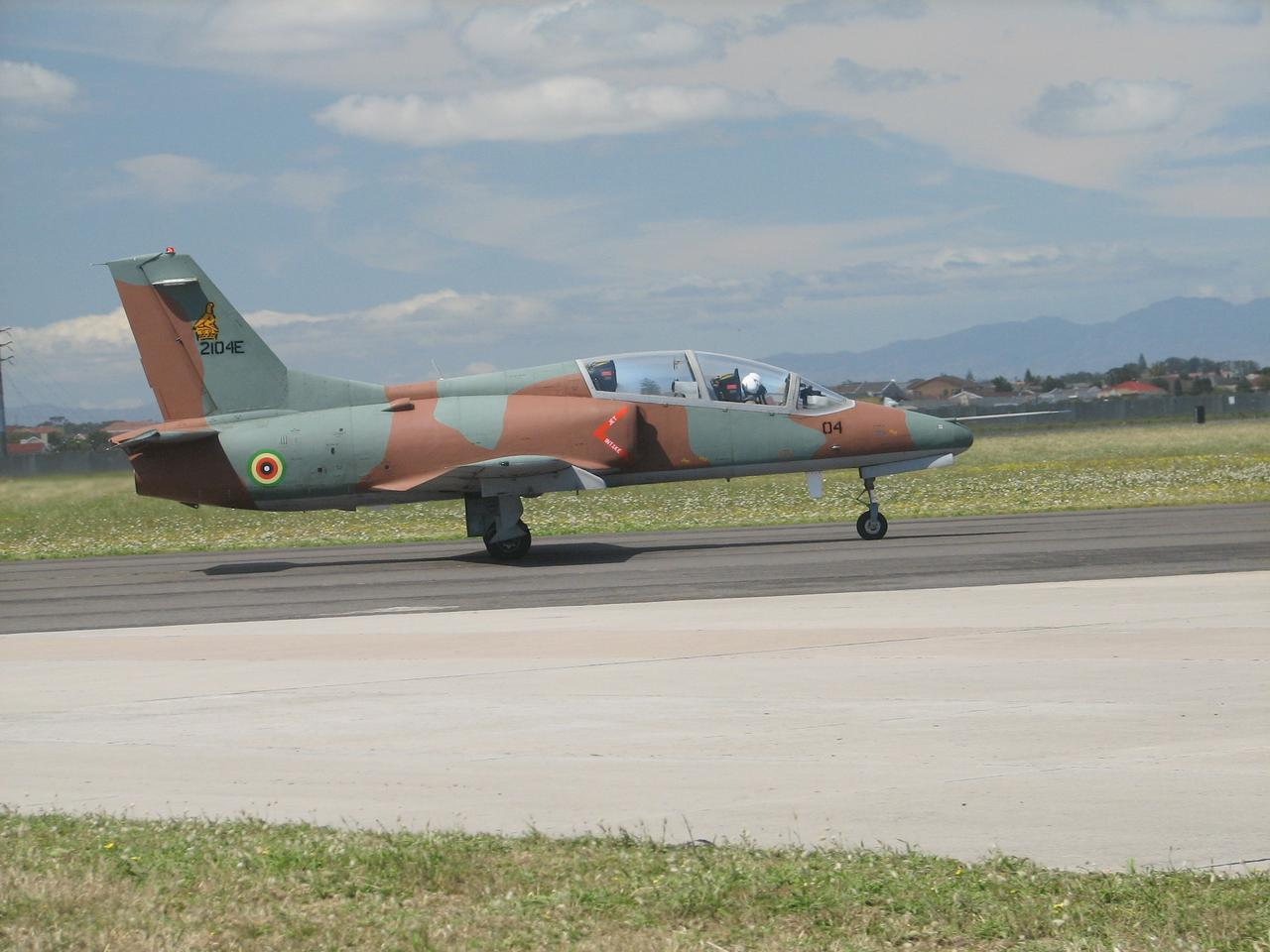
Un K-8 Karakorum perteneciente a la Fuerza Aérea de Zimbabue, en Ciudad del Cabo.

### Actuales
Angola
- Fuerza Aérea Nacional de Angola : 12 aviones 
 Angola se ha convertido en el país más reciente en lograr adquirir los K-8. El gobierno angoleño comenzó a  realizar secretamente las gestiones para la compra desde junio de 2018. Pero la noticia sobre la adquisición de estos aviones, saldría igual nomás a la luz pública en marzo de 2019, luego de que una foto de un avión K-8 se filtró en las redes sociales en donde se veía a dicha aeronave pintada con los colores y símbolos de la Fuerza Aérea Nacional Angoleña (FANA) en la fábrica militar aeronáutica china de Hongdu.[5] Al principio se desconocía el costo y la cantidad de aviones que Angola pretendía comprar pero tiempo después se supo que la FANA estaba adquiriendo 6 aviones K-8W a un costo total de 52 millones de dólares (en promedio a 8,6 millones por unidad). Los nuevos aviones llegaron a la capital Luanda el 24 de mayo de 2020.[6] Adicionalmente, Angola cerró un segundo acuerdo con China para adquirir otros 6 aviones más, los cuales llegaron a territorio angoleño ese mismo año el 14 de diciembre de 2020 para de esa manera completar una flota total de 12 aeronaves K-8 que irán reemplazando poco a poco y gradualmente a su antiguos aviones de entrenamiento de fabricación checa Aero L-29 "Delfín" y Aero L-39 "Albatros" que aún siguen volando en su fuerza aérea.[7]

 Bangladés
- Fuerza Aérea de Bangladés - 14 aviones (16 adquiridos en total pero 2 perdidos) 
 Con el objetivo de reemplazar a sus antiguos aviones de entrenamiento checos Aero L-39 "Albatros", el gobierno bangladés decidió comprar a China inicialmente unos 9 aviones K-8 Karakorum por un monto aún no revelado. Las primeras 4 aeronaves llegaron por primera vez al país el 27 de septiembre de 2014 a la Base Aérea de Bir Sreshto Matiur Rahman ubicada en el distrito de Jessore.[8] Las restantes 5 aeronaves fueron recibidas al año siguiente el 8 de abril de 2015. Posteriormente, después de cuatro años de servicio y debido al buen desempeño del K-8, Bangladés decidió realizar un segundo pedido a China llegando a firmar un nuevo contrato adicional el 20 de junio de 2018 para adquirir otras 7 aeronaves más de acuerdo al "plan de renovación" que tiene su fuerza aérea hasta el año 2030.[9][10] Apenas 10 días después de la firma de este acuerdo, un avión se estrelló en un lago el 1 de julio de 2018 y al año siguiente otro avión sufrió desperfectos luego de salirse de la pista de aterrizaje el 19 de agosto de 2019. Pero finalmente, el 15 de octubre de 2020 llegarían los nuevos 7 aviones que se pidieron en 2018, aterrizando en la Base Aérea Zahurul Haque ubicada en la ciudad de Chittagong, completando de esa manera un flota total de 14 aeronaves K-8.[11][12] Cabe mencionar que Bangladés hizo conocer a China su intención de adquirir por lo menos unos 23 aviones K-8 pero a largo plazo de tiempo.

 Birmania
- Fuerza Aérea de Myanmar - 12 aviones 
 Este país asiático fue uno de los primeros en comprarle los aviones K-8 a China. En junio de 1998, Birmania adquirió sus primeros 4 aviones K-8 a un precio estimado de 20 millones de dólares (unos 5 millones por cada unidad). Posteriormente entre 1998 y 1999 aumentaría su flota de aeronaves completando a un total de 12 aparatos Karakorum que actualmente están ubicados en la Base Aérea de Taungoo en la Región de Bago[13] Tiempo después y debido al buen desempeño de la aeronave, Birmania realizó otro pedido a China el 15 de junio de 2010 con el propósito de adquirir otros 50 aviones K-8 adicionales, pero debido a problemas económicos del país, dicha intención de compra quedó prácticamente postergada para otro momento.[14]

 Bolivia
- Fuerza Aérea Boliviana - 4 aviones (6 adquiridos en total pero 2 perdidos) 
 A mediados del año 2008, Bolivia comenzó a realizar las gestiones para adquirir 6 aviones de combate y entrenamiento avanzado Aero L-159 "Alca" de fabricación checa.[15][16] Pero esta compra no se pudo llevar a cabo debido a las malas relaciones diplomáticas entre Bolivia y Estados Unidos que comenzaron a partir del año 2006 con la llegada al poder del presidente de izquierda Evo Morales Ayma (antiimperialista). Cabe recordar que durante el primer gobierno de Morales (2006-2010) se decidió expulsar definitivamente del país al embajador estadounidense en Bolivia Philip Goldberg el 14 de septiembre de 2008 con el argumento de que éste se encontraba supuestamente realizando injerencia en asuntos internos además de estar conspirando junto a la oposición política para derrocar al gobierno de Morales.[17] Esta drástica decisión tomada por el gobierno boliviano, conllevó también a que Estados Unidos tomé la decisión de vetar (prohibir) a Bolivia la compra de cualquier aparato militar que contenga partes hechas en el país del norte, pues cabe mencionar que los aviones checos Aero L-159 "Alca" que inicialmente Bolivia tenía la intención de adquirir, lamentablemente poseían partes fabricadas en Estados Unidos.[18] Debido al veto estadounidense, Bolivia decidió entonces el año 2010 comprar de China unos 6 aviones nuevos Hongdu K-8 "Karakorum" de ataque ligero y entrenamiento avanzado para fortalecer a la Fuerza Aérea Boliviana (FAB). El costo total de la compra fue de USD 57,8 millones de dólares (alrededor de USD 9,6 millones de dólares por cada aparato). Los aviones llegaron al país en junio de 2011 pero mediante vía marítima (empacados en varios contenedores y desarmados en varias partes) que posteriormente serían reensambladas nuevamente en Bolivia por los técnicos militares aeronáuticos bolivianos. Ese mismo año ingresaron en servicio operativo, estrenándolos el 12 de octubre de 2011 durante la conmemoración del 88 aniversario de creación de la FAB, volando por los cielos de las ciudades de La Paz y El Alto.[19]

 China
- Fuerza Aérea del Ejército Popular de Liberación - 200 aviones en servicio.

 Egipto
- Fuerza Aérea Egipcia - 120 aviones en servicio, 80 aviones recibidos de China y 40 fabricados bajo licencia en Egipto

 Ghana
- Fuerza Aérea de Ghana - 4 aviones 
 A partir de mayo de 2006, Ghana comenzó a realizar gestiones para comprar 4 aviones K-8 de China y un simulador de vuelo. Pero cabe mencionar que a diferencia de las otras naciones que adquirieron los K-8, en el caso de Ghana y como una forma de pago inicial, este país africano realizó con China un intercambio de un avión estadounidense de transporte ejecutivo Gulfstream III a cambio de conseguir las aeronaves K-8 Karakorum.[20][21][22][23]

 Namibia
- Fuerza Aérea de Namibia - 11 aviones (12 adquiridos en total pero 1 perdido) 
Namibia fue uno de los primeros clientes en comprar los aparatos K-8 de China. A finales de 1999, el país africano adquirió sus primeros 4 aeronaves para su fuerza aérea que después fueron completándose a 12 aviones K-8 en total.[24] El 28 de septiembre de 2021, un K-8 namibio se estrelló en las cercanías de la Base Aérea de Karibib en la Región de Erongo debido a que los pilotos activaron accidentalmente sin querer el mecanismo de eyección que los expulso del avión en pleno vuelo. Ambos pilotos lograron salir ilesos sin mayores daños ni heridas.[25][26]

 Pakistán
- Fuerza Aérea de Pakistán - 100 aviones en servicio y 20 en producción

 Sri Lanka
- Fuerza Aérea de Sri Lanka - 6 aviones[27]

 Sudán
- Fuerza Aérea Sudanesa - 12 aviones adquiridos a mediados de 2008

 Tanzania
- Comando de la Fuerza Aérea de Tanzania - 6 aviones

 Venezuela
- Aviación Militar Bolivariana de Venezuela - 24 aviones, de los cuales se han perdido 4 en diversos accidentes

 Zambia
- Fuerza Aérea de Zambia - 8 aviones adquiridos en 1999

 Zimbabue
- Fuerza Aérea de Zimbabue - 12 aviones adquiridos en 2009

### Potenciales o fallidos
Indonesia
- China ha ofrecido el K-8 como reemplazo a los Hawk Mk.53 indonesios. Indonesia todavía no se ha decidido al respecto.[28]

 Filipinas
- China ha ofrecido la venta del K-8 para la Fuerza Aérea Filipina.

 Marruecos
- China ha ofrecido a Marruecos los K-8 para sustituir la envejecida flota de los entrenadores galos Alpha Jet a pesar de que estuvo en pruebas las negociaciones no llegaron a nada debido a que las necesidades de la Fuerza aérea marroquí no se vieron cubierta actualmente se opta por el KAI T-50 Golden Eagle, Alenia Aermacchi M-346 Master y el Boeing T-7 Red Hawk.

## Incidentes
- El 5 de septiembre de 2008 a las 9:00 a. m. aproximadamente un K-8 de la Fuerza Aérea de Zimbabue se estrelló en el pueblo Gweru, falleciendo ambos tripulantes. El avión se encontraba en misión de entrenamiento.

- El miércoles 21 de julio del 2010, en Venezuela, el avión de entrenamiento K-8W con el serial 2304, se estrelló al poco tiempo luego de haber despegado de la Base Aérea Tte. Vicente Landaeta Gil. Los pilotos lograron eyectarse, cayendo en las riberas del Río Turbio, resultando que el piloto sufrió una fractura al momento de la caída a tierra, pero el copiloto no sufrió mayores daños. Sin embargo, el avión, ya sin tripulantes, se dirigió hacia el tendido eléctrico de la zona, colisionando contra varios cables eléctricos y ocasionando una caída del servicio eléctrico.

- El 20 de agosto del 2011, dos K-8 de la Fuerza Aérea de Zimbabue colisionaron en el aire mientras participaban en los actos del funeral del General Salomon Mujuru, las tripulaciones se eyectaron y aterrizaron a salvo.

- El martes 27 de noviembre del 2012, en Venezuela, otro avión K-8W con el serial 2210, se estrelló durante el desfile aéreo por la celebración del día de la Aviación Nacional de Venezuela. El avión había despegado de la Base Aérea El Libertador, en la localidad de Palo Negro, cerca de Maracay (estado Aragua), y sus restos cayeron en la misma base aérea. El piloto y copiloto lograron eyectarse con éxito.[29]

- El viernes 26 de julio de 2013, en Venezuela, se produjo la pérdida total de otro avión K-8W con serial 2702 tras una salida de pista durante un toque y despegue en la Base Aérea General en Jefe Rafael Urdaneta en Maracaibo (estado Zulia).

- El miércoles 24 de marzo de 2021, en Bolivia, se produjo la pérdida total de otro avión K-8 tras precipitarse en la Localidad de Sacaba en el Departamento de Cochabamba, los pilotos se eyectaron momento antes de la caída saliendo ilesos, el avión cayo sobre una vivienda ocasionando la muerte de una joven habitante de la misma.

- El sábado 18 de junio de 2022, en Venezuela, la aeronave siglas 1504 que despegó en horas de la mañana desde el Aeropuerto Internacional La Chinita - Caujarito, terminal aérea en la que se encuentra ubicada la Base Aérea General en Jefe Rafael Urdaneta en Maracaibo (estado Zulia) (BARU), sede del GAOE-15, estaba pilotada por el primer teniente (Aviación) José Alejandro Barazate, y en el asiento del copiloto se encontraba el Gerente de Tributos Internos del Servicio Nacional Integrado de Administración Aduanera y Tributaria (SENIAT) en la Región Zuliana, capitán (Retirado) Erick Rivas Rodríguez, ambos lograron eyectarse.

## Especificaciones
Referencia datos: Pakistan Aeronautical Complex, SinoDefence.com, PakDef.info, Jane's Aircraft Recognition Guide

### Características generales
- Tripulación: 2: piloto (alumno) y copiloto (entrenador)
- Longitud: 11,6 m
- Envergadura: 9,63 m
- Altura: 4,21 m
- Peso vacío: 2687 kg (5922,1 lb)
- Peso máximo al despegue: 4330 kg (9543,3 lb)
- Planta motriz: 1× turbofán Garrett TFE731-2A-2A / Ivchenko AI-25TLK (WS-11).
  - Empuje normal: 16 kN (1633 kgf; 3600 lbf) de empuje.

### Rendimiento
- Velocidad máxima operativa (Vno): 800 km/h
- Radio de acción: 375 km
- Alcance en combate: 375 km
- Alcance en ferry: 2.250 km
- Techo de vuelo: 13 000 m
- Régimen de ascenso: 58 m/s (11 417 ft/min)

### Armamento
- Cañones: 1× 23 mm cañón en barquilla (montado sobre el punto central del fuselaje).
- Puntos de anclaje: 5 con una capacidad de 1000 kg, para cargar una combinación de:  
  - Bombas: 4× 250 kg de propósito general, bajo las alas.
  - Cohetes: 57 mm no guiados, capacidad de 12 cargas.
  - Misiles: 

    - Misiles aire-aire:
      - PL-5 y PL-7

  - Otros: bombas: 200 kg, 250 kg bombas no guiadas, BL755 y bombas clúster.

### Aviónica
- EFIS

### Aeronaves similares
- Dassault-Breguet/Dornier Alpha Jet
- BAE Hawk
- Sukhoi Su-25
- Mikoyan MiG-AT
- Yakovlev Yak-130
- AMX International AMX
- Aermacchi MB-339
- Alenia Aermacchi M-346
- Alenia Aermacchi M-346 Master
- CASA C-101 Aviojet
- IAR 99
- Aero L-39 Albatros
- PZL I-22 Iryda
- HAL HJT-36
- Kawasaki T-4
- Soko G-4 Super Galeb
- I.A. 63 Pampa
- Hongdu L-15 Falcon